# Tommaso Inghirami
Tommaso Inghirami, surnommé Fedra Inghirami (Volterra, 1470 - Rome,1516), est un humaniste et écrivain italien de langue latine de la fin du XVe  et début XVIe siècle.

## Biographie
Tommaso Inghirami était  un humaniste au service du pape Léon X et l'ami de Raphaël. Le prélat était surnommé Phèdre,. Orateur et acteur très populaire Tommaso Inghirami souffrait de strabisme divergent.
En 1495, il a accompagné le nonce du pape Alexandre VI à la cour de l'empereur Maximilien Ier du Saint-Empire qui le nomma comte palatin et poète lauréat.
Jules II le nomma bibliothécaire du Vatican, évêque de Raguse (1510) et secrétaire pontifical (1513).
En 1513, il fut secrétaire du Collège des cardinaux au conclave qui élut Léon X puis secrétaire au concile de Latran.
Érasme a rencontré Inghirami à Rome en 1509 et a entretenu avec lui des rapports amicaux.
Raphaël l'a représenté dans une peinture à l'huile sur bois de 91 × 61 cm, datant de l'an 1509,  dont il existe deux copies dont une conservée  à la Galerie Palatine, à Florence et la seconde au musée Isabella Stewart Gardner à Boston.

## Publications
- Oratio de obitu Iohannis Hispaniae principis, Rome, chez E. Silber, 1498.
- Panegyricus in memoriam Thomae Aquinatis, Rome, chez E. Silber, 1500.

## Œuvres attribuées et perdues
Selon Girolamo Tiraboschi, qui se base sur le témoignage de Aulo Giano Parrasio, Inghirami serait encore l'auteur d'œuvres non imprimées et apparemment disparues :
- Apologia in Ciceronis obtrectatores (Défense de Cicéron)
- In Horatii poetica vigilantissima commentaria (Commentaires sur Horace)
- Annalium breviarium quo res omnes a Paulo Romano gestas complexus est (Compendium des actes de Paul Romain)